# David Carnegie
Pour les articles homonymes, voir David Carnegie.
David Ludovic George Hopetoun Carnegie, 11e comte de Northesk,  né le 24 septembre 1901 et mort en novembre 1963, est un parlementaire écossais et un skeletoneur britannique. Il a obtenu une médaille de bronze aux Jeux olympiques d'hiver de 1928.

## Palmarès

### Jeux olympiques
- Jeux olympiques d'hiver de 1928 :
  -  Médaille de bronze en skeleton.